# Alvinópolis
Alvinópolis es un municipio brasilero del estado de Minas Gerais con 15.783 habitantes, localizado en la región centro-este del estado. Los Distritos de Alvinópolis tienen sedes en Fonseca, Barretos de Alvinópolis y Major Ezequiel. Además de estos, posee más de 20 comunidades rurales, entre ellas: Cata Preta, Mostarda, Mumbaça, Zamparina y Turvo entre otras. 
El relieve de Alvinópolis está compuesto de muchos cerros - el municipio se encuentra situado en la región brasilera caracterizada con los llamados "Mares de Morros" - y el clima es ameno, tornando el lugar agradable y con lindos paisajes naturales. 
El municipio pertenece a la Cuenca del Río Dulce y sus principales ríos son el Peixe y Piracicaba. 

## Historia
Su poblamiento se remonta a las primeras décadas del siglo XVII, cuando el colonizador Paulo Moreira de la Silva encontró oro en el río Gualaxo del Norte y en su búsqueda de nuevas tierras encontró los márgenes del Río del Peixe, con un suelo de alta fertilidad. A partir de ahí se inició el poblamiento del lugar y en ese período la economía era exclusivamente agrícola destinada al abastecimento de las ciudades mineras de Mariana y Oro Preto. En 1745 fue erigida una capilla a pedido de Paulo Moreira en su hacienda, en homenaje a Nuestra Señora del Rosário, finalizada el 20 de julio de 1754. En 5 de febrero de 1891, el poblado logra su emancipación y debido a su localización e importancia en las rutas de las antiguas líneas comerciales, el municipio está incluido en el circuito turístico de la "Ruta Real".
La economía del municipio es básicamente agropecuaria e industrial, destacándose a centenária Compañía Fabril Mascarenhas que emplea más de 400 alvinopolenses produciendo tejidos.
Ciudades próximas: Juan Monlevade (42 km), Mariana (68 km), Puente Nueva (72 km).